# DM i landevejscykling 2006
Danmarksmesterskaberne i landevejscykling 2006 blev afholdt fra 21. – 25. juni 2006 i Esbjerg i Jylland. Konkurrencerne for U23 blev afholdt 25. og 27. august i Vejen.
| Event           | Guld              | Sølv                     | Bronze                   |
| --------------- | ----------------- | ------------------------ | ------------------------ |
| Herrer - Elite  |                   |                          |                          |
| Enkeltstart     | Brian Vandborg    | Jacob Moe Rasmussen      | Allan Johansen           |
| Linjeløb        | Allan Johansen    | Jacob Moe Rasmussen      | Troels Vinther           |
| Herrer - U23    |                   |                          |                          |
| Enkeltstart     | Alex Rasmussen    | Martin Mortensen         | Michael Færk Christensen |
| Linjeløb        | Kasper Jebjerg    | Michael Færk Christensen | Alex Rasmussen           |
| Herrer - Junior |                   |                          |                          |
| Enkeltstart     | Morten Reckweg    | Mikkel Schiøler          | Rasmus Guldhammer        |
| Linjeløb        | Morten Reckweg    | Nicolaj F. Olesen        | Morten Øllegaard         |
| Damer - Elite   |                   |                          |                          |
| Enkeltstart     | Linda Villumsen   | Trine Hansen             | Dorte Lohse              |
| Linjeløb        | Linda Villumsen   | Mie Bekker Lacota        | Dorte Lohse              |
| Damer - Junior  |                   |                          |                          |
| Enkeltstart     | Mie Bekker Lacota | Trine Schmidt            | Maria Bornak             |